# Region Pelagonien
Die Region Pelagonien (mazedonisch Пелагониски регион Pelagoniski region, albanisch Rajoni i Pellagonisë) ist eine der acht statistischen Regionen, der Republik Nordmazedonien. Sie umfasst neun Opštini (Gemeinden), die die lokalen Selbstverwaltungseinheiten bilden. Die Region liegt im Südwesten des Landes und grenzt an Albanien und Griechenland. Nachbarregionen sind im Westen die Region Südwesten und im Osten die Region Vardar.

## Gliederung
Die Region Pelagonien umfasst folgende neun Opštini:
1. Bitola
2. Demir Hisar
3. Kruševo
4. Dolneni
5. Krivogaštani
6. Prilep
7. Resen
8. Mogila
9. Novaci

## Bevölkerung

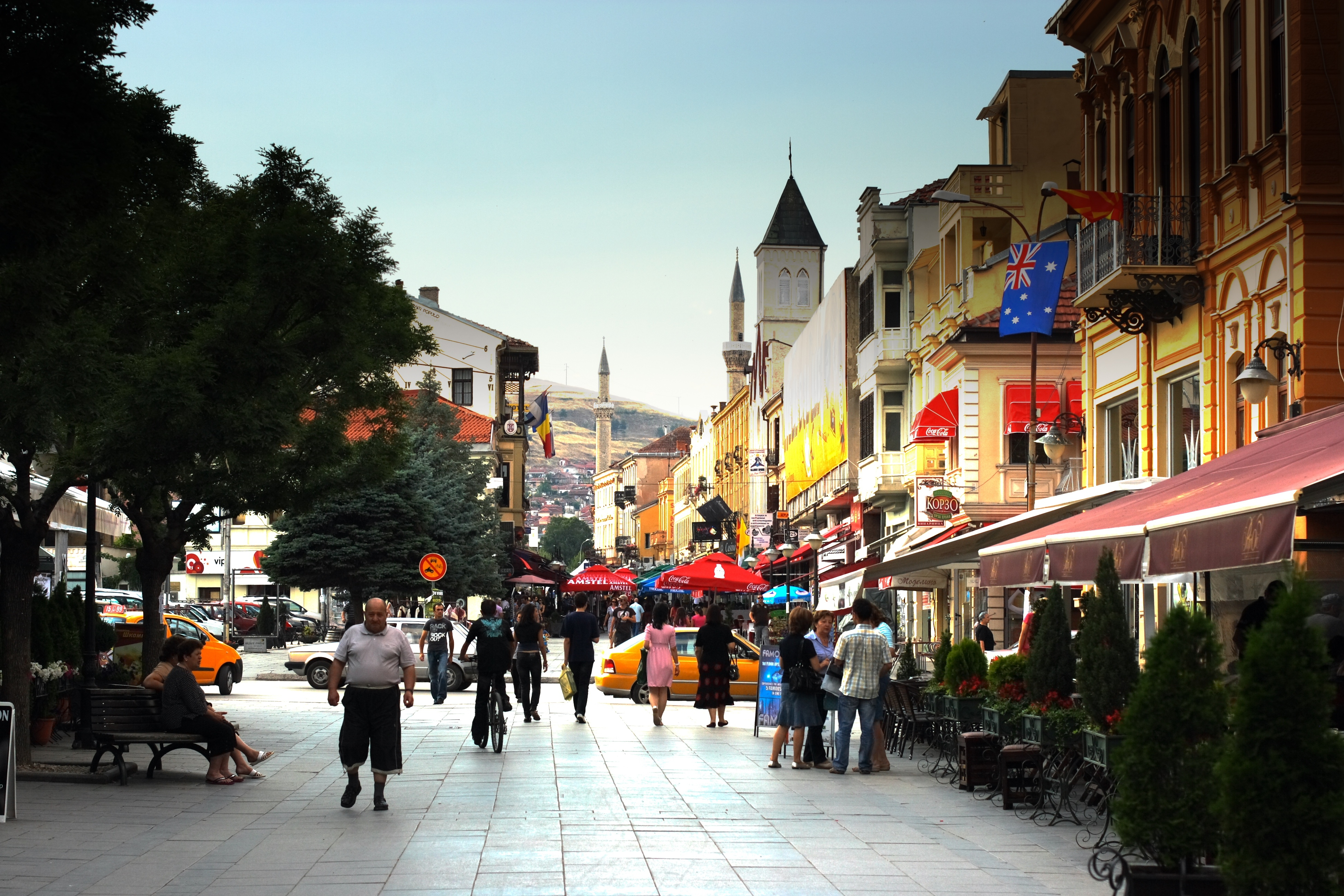
Mit etwa 80.000 Einwohnern ist Bitola die größte Stadt der Region und die drittgrößte Mazedoniens sowie zugleich wichtigster Industriestandort des Landes.

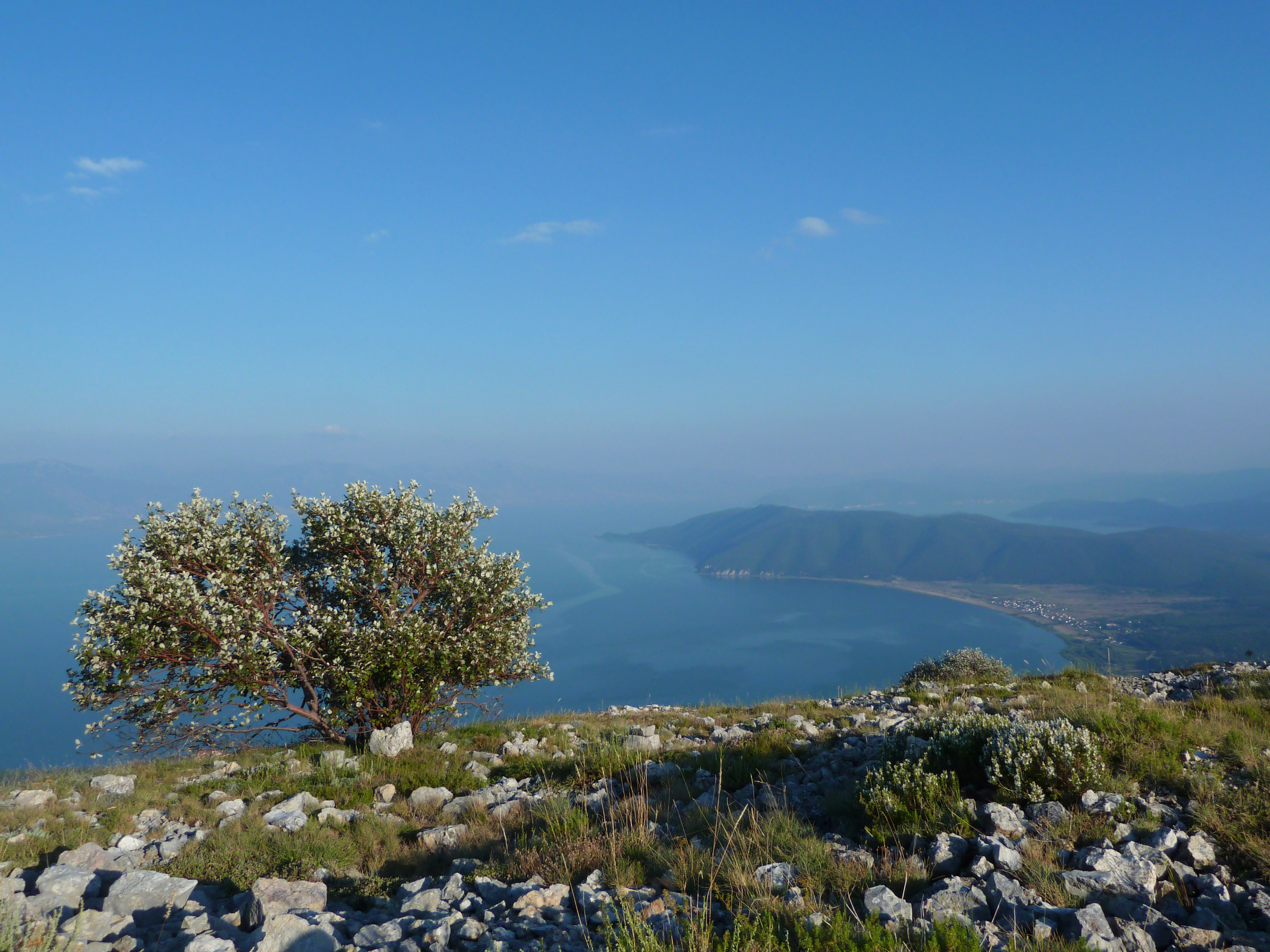
Der Prespasee gehört zusammen mit dem benachbarten Ohridsee zu den ältesten Seen Europas.

### Einwohnerzahl
| Jahr | Einwohner | Veränderung |
| ---- | --------- | ----------- |
| 1994 | 214.709   |             |
| 2002 | 221.019   | + 3,96 %    |

### Größte Orte
| Rang | Stadt       | Einwohner |
| ---- | ----------- | --------- |
| 1    | Bitola      | 105.550   |
| 2    | Prilep      | 066.246   |
| 3    | Resen       | 08.748    |
| 4    | Kruševo     | 05.570    |
| 5    | Demir Hisar | 02.593    |

### Ethnische Struktur
Die größte Ethnie stellen die Mazedonier dar, gefolgt von den Albanern und den Roma.